# Пицигетоне
Пицигетоне (на италиански: Pizzighettone) е град и община в Северна Италия.

## География
Разположен е на река Ада в провинция Кремона на регион Ломбардия. Разстоянията до най-близките големи градове от Пицигетоне са: на северозапад до Милано около 60 км, на юг до Пиаченца около 15 км, на изток до Кремона около 15 км, на югоизток до Парма около 60 км.
Има население от 6777 жители към 1 януари 2009 г.
Обслужва се от железопътна гара.

## Спорт
Футболният отбор на града е от клуб АС Пицигетоне. Състезавал се е в италианските серии Серия С1А и Серия С2А.

## Личности
Родени
- Винченцо Гроси (1845-1917), италиански духовник